# Gamera vs. Jiger
Gamera vs. Jiger (ガメラ対大魔獣ジャイガー, Gamera tai Daimajū Jaigā, Gamera versus Giant Demon Beast Jiger), ook wel bekend als Gamera vs. Monster X, War of the Monsters, en Monsters Invade Expo '70, is een Japanse film uit 1970. Het is de zesde van de Gamerafilms geproduceerd door Daiei Motion Picture Company.

## Verhaal
Bij aanvang van de film zijn een paar medewerkers van de Wereldtentoonstelling die dat jaar in Japan plaatsvindt bezig een eeuwenoud ingegraven standbeeld te verwijderen. Dit lukt na een vulkaanuitbarsting, ondanks tussenkomst van Gamera.
Nadat het beeld is verwijderd, duikt een monster genaamd Jiger op. De eerste van meerdere gevechten breekt los. Jiger wint door projectielen af te vuren op Gamera die zich vasthechten aan zijn armen en benen zodat hij niet kan wegvliegen. Terwijl Gamera zichzelf bevrijdt, zoekt Jiger het standbeeld (dat inmiddels een vreemd geluid produceert). Onderweg richt hij de nodige vernielingen aan. De Japanse Zelfverdedigingstroepen ondernemen een poging Jiger te verslaan, maar tevergeefs.
Gamera keert terug voor ronde twee. Ditmaal gebruikt Jiger een ovipositor om Gamera te steken. Gamera is zo gedwongen zich terug te trekken, en haalt maar net de baai. Daar aangekomen raakt hij in een soort coma. Jiger vindt het standbeeld en gooit het in zee.
Een groep wetenschappers die het vreemde geluid van het standbeeld onderzocht richt zijn aandacht op de bewusteloze Gamera. Al snel wordt duidelijk dat Jiger een jong heeft geïnjecteerd in Gamera’s lichaam. Deze “Baby Jiger” moet snel worden verwijderd. Een groep kinderen neemt deze taak op zich. Via een miniduikboot betreden ze Gamera’s lichaam en begeven zich naar de long waar de jonge Jiger zich bevindt. Ze ontdekken dat de jonge Jiger verzwakt wordt door witte ruis, hetzelfde geluid dat ook door het standbeeld werd geproduceerd. Ze doden het jong met dit geluid. Daarna bevestigen ze een paar stroomkabels aan Gamera’s hart zodat hij gereanimeerd kan worden.
Ondertussen is de volwassen Jiger nog altijd actief. De JSDF gebruikt een paar grote speakers met witte ruis om hem op afstand te houden. Gamera ontwaakt uit zijn coma. Hij spoort Jiger op voor een laatste confrontatie. In hun gevecht duikt Gamera het standbeeld weer op, en gebruikt het als een speer om Jigers schedel te doorboren. Vervolgens draagt Gamera Jigers lichaam weg naar een onbekende bestemming.

## Rolverdeling
| Acteur           | Personage      |
| ---------------- | -------------- |
| Tsutomu Takakuwa | Hiroshi        |
| Kelly Varis      | Tommy Williams |
| Katherine Murphy | Susan Williams |
| Kon Omura        | Dad            |

## Achtergrond
De film werd ook in de Verenigde Staten uitgebracht door AIP-TV. Zij zonden de film uit als een televisiefilm met de naam Gamera vs. Monster X. In de jaren 80 werd de film uitgebracht op video door Sandy Frank.